# Магрибский кубок чемпионов 1973
Магрибский кубок чемпионов 1973 года — 4-й розыгрыш клубного футбольного турнира Северной Африки. Турнир прошёл в декабре 1972 года в городе Тунис, в нём приняли участие 4 африканских клуба. Победителем впервые стал тунисский клуб Этуаль дю Сахель.

## Полуфиналы
|                  | \| Этуаль дю Сахель \| 2-0 \| МО Константина \| |                |
| Этуаль дю Сахель | 2-0                                             | МО Константина |

|           | \| Белуиздад \| 1-1[1] \| АДМ \| |     |
| Белуиздад | 1-1                              | АДМ |

## Матч за 3 место
|     | \| АДМ \| 1-1[2] \| МО Константина \| |                |
| АДМ | 1-1                                   | МО Константина |

## Финал
|                  | \| Этуаль дю Сахель \| 2-0 \| Белуиздад \| |           |
| Этуаль дю Сахель | 2-0                                        | Белуиздад |

## Чемпион
| Победитель Магрибский Кубок Чемпионов 1973 |
| ------------------------------------------ |
| Этуаль дю Сахель 1-й титул                 |